# Phalacrotophora berolinensis
Phalacrotophora berolinensis är en tvåvingeart som beskrevs av Schmitz 1920. Phalacrotophora berolinensis ingår i släktet Phalacrotophora och familjen puckelflugor. Arten är reproducerande i Sverige. Inga underarter finns listade i Catalogue of Life.